# Palazzo Nuovo (Bergamo)
Il Palazzo Nuovo di Bergamo, sede della civica Biblioteca civica Angelo Mai, si trova nella parte alta della città, sul lato nordorientale della Piazza Vecchia che chiude, così, come una quinta.
La sua posizione è contrapposta al medievale palazzo della Ragione, con la fontana Contarini che campeggia in mezzo alla piazza, la Torre del Campanone che completa l'architettura medievale del palazzo della Ragione, il palazzo del Podestà e i palazzi che chiudono la piazza.

## L'edificio

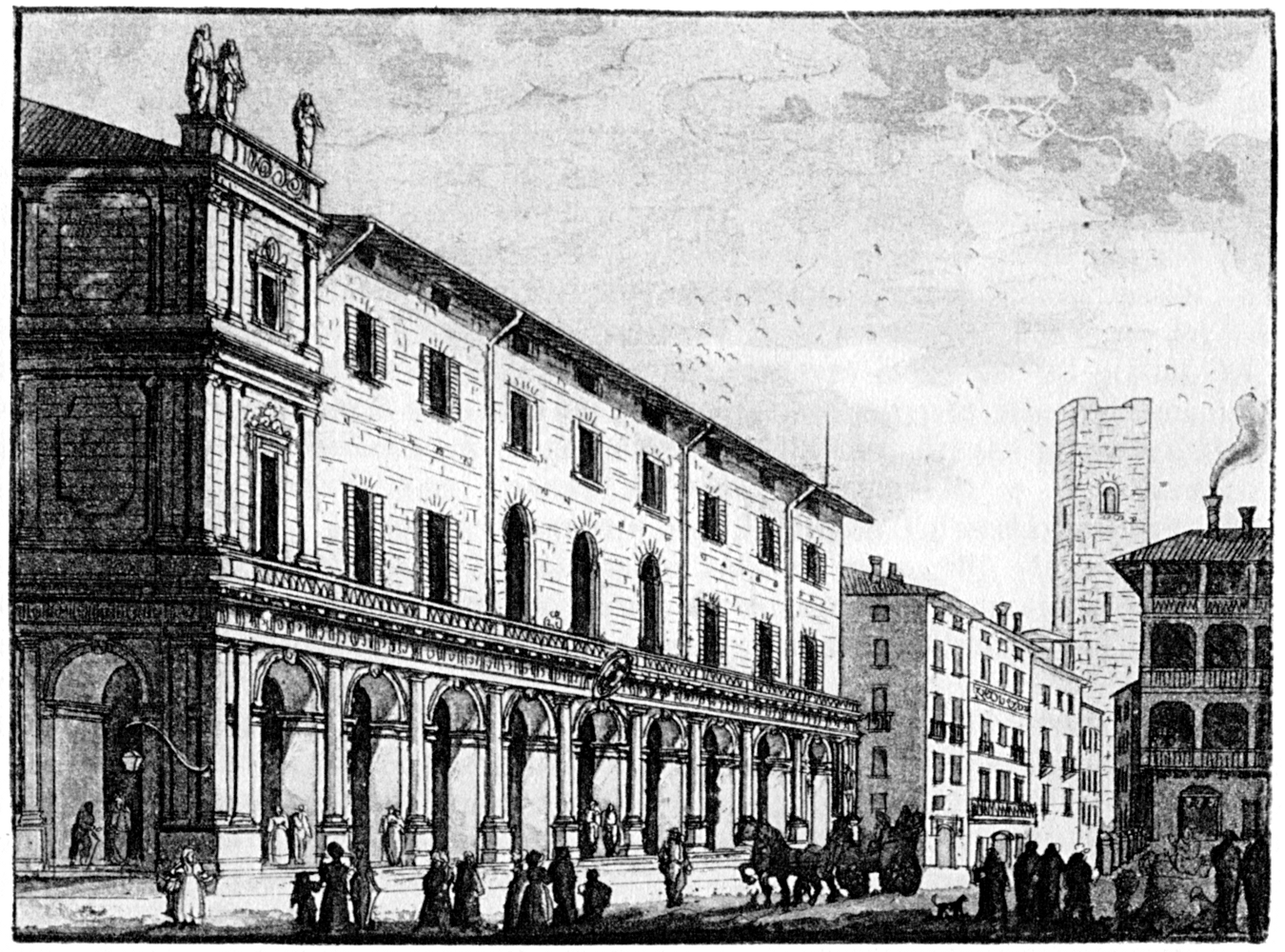
Palazzo Nuovo in una incisione del 1843, prima del completamento della facciata da parte di Ernesto Pirovano

Il Palazzo Nuovo, come viene chiamato in contrapposizione al Palazzo Vecchio o della Ragione, inizialmente destinato a ospitare la sede del comune, fu costruito su disegno dell'architetto Vincenzo Scamozzi, (Vicenza, 2 settembre 1548 - Venezia, 7 agosto 1616), a partire dai primi anni del Seicento e fu completato definitivamente solo nel 1958 con l'apposizione sulla facciata delle ultime opere ornamentali. Si tratta infatti di sei statue, opere di Tobia Vescovi, che furono poste sulle trabeazioni del secondo, quinto e ottavo finestrone della facciata prospiciente Piazza Vecchia.
La loggia d'accesso, che alleggerisce la facciata, fu progettata dall'architetto Andrea Ceresola, detto il Vannone, a cui si deve, fra l'altro, anche la ricostruzione del Palazzo Ducale di Genova, 1591
La facciata in marmo bianco di Zandobbio è opera, 1928, dell'architetto Ernesto Pirovano, (Milano 1866-1934), che nel suo disegno tenne conto del progetto iniziale dello Scamozzi.
La facciata si sviluppa secondo due ordini sovrapposti: il primo, al piano terra, caratterizzato dagli archi del loggiato e il secondo, superiore, alleggerito da una serie di nove finestre che si aprono dietro una elegante balaustra. Sia le finestre del secondo ordine che gli archi della loggia sottostante sono racchiusi da colonne doriche sovrapposte che ingentiliscono il complesso. Chiude il tutto un mezzanino finestrato con il sovrastante coronamento balaustrato.
Dalla loggia esterna si passa all'atrio, di gusto neoclassico, ornato da marmi e lapidi commemorative che creano un ambiente austero ma rasserenante, quasi a volere invitare alla lettura.
Tra le opere ornamentali più significative dell'atrio si evidenziano la cosiddetta Colonna Camozzi, un leggio scolpito a forma di albero con gli stemmi di Bergamo e di Brescia, il busto marmoreo della poetessa Paolina Secco Suardo, il busto marmoreo di Ambrogio Calepio, detto il Calepino (Bergamo 1440 ca.-1509 ca.), il busto di Bartolomeo Colleoni (Solza, Bergamo, 1400 - Malpaga, Bergamo, 1475) e altri meno noti.
Le pareti sono chiuse, in alto, da venti medaglioni in gesso raffiguranti altrettanti personaggi famosi che operarono a Bergamo.
Affreschi a grottesche e allegorici di Pietro Baschenis decorano la sala Tassiana e le sale interne.

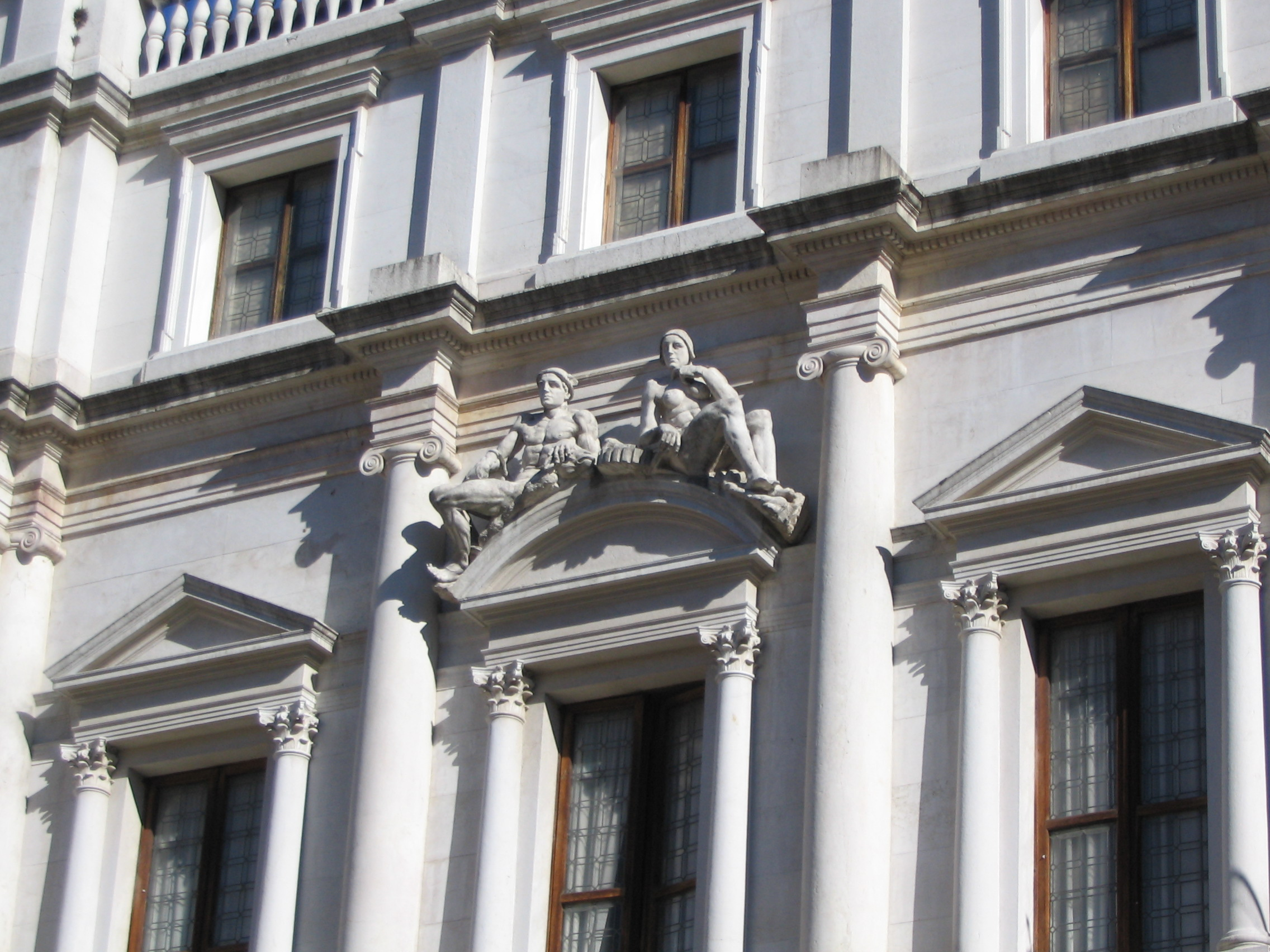
Seconda trabeazione
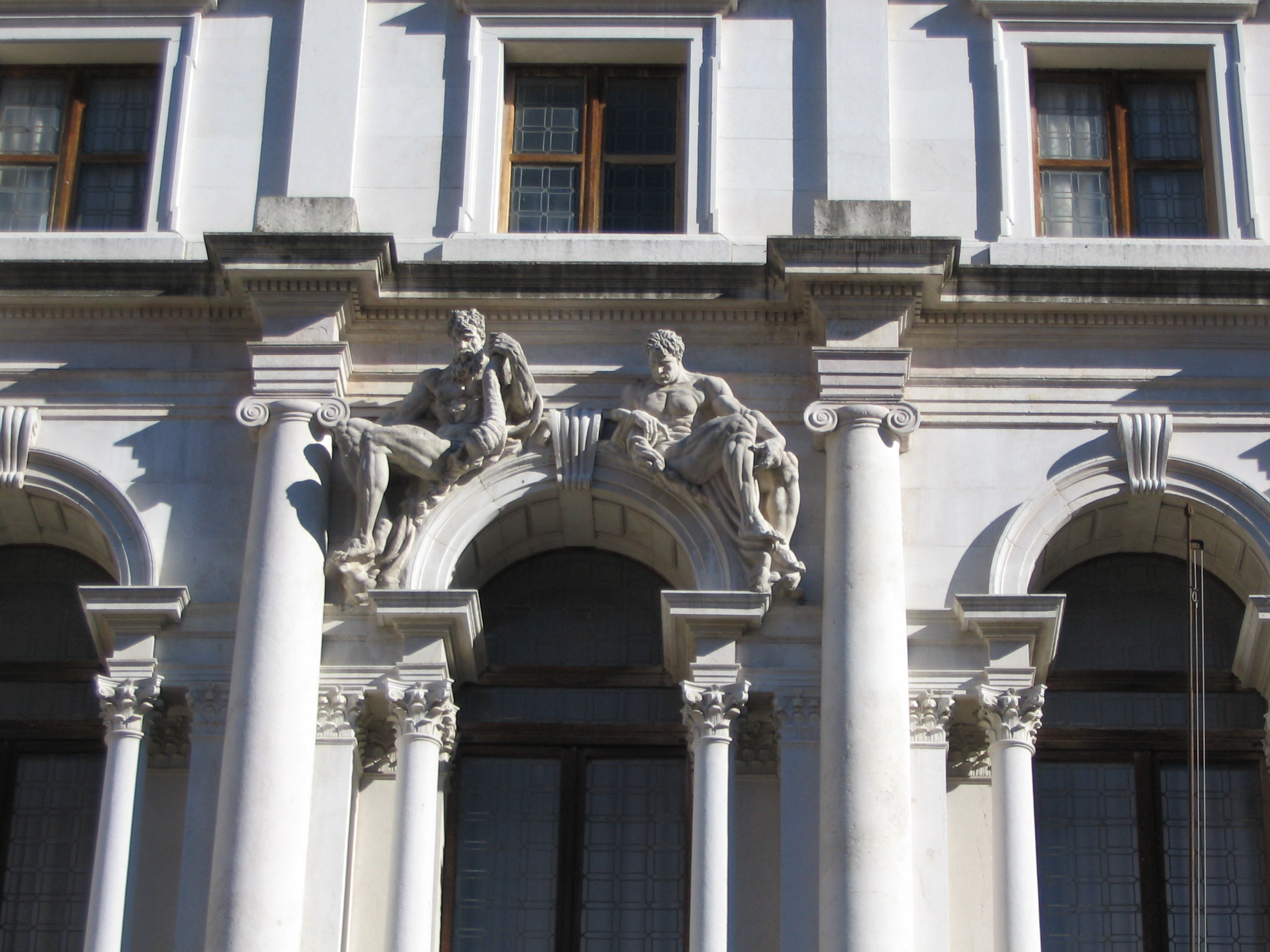
Quinta trabeazione
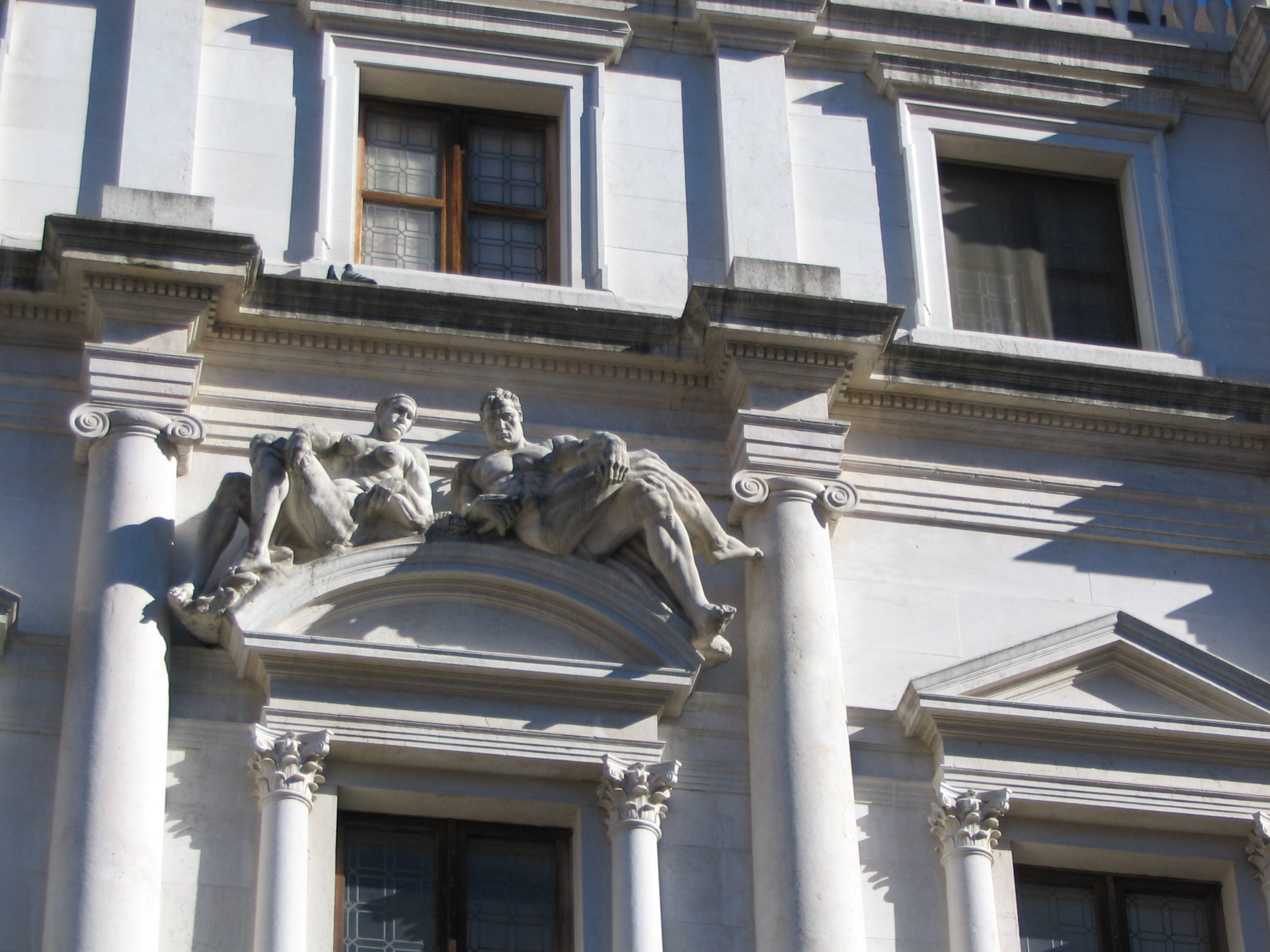
Ottava trabeazione

## Biblioteca
La biblioteca civica Angelo Mai, nata da un lascito librario che il cardinale Giuseppe Alessandro Furietti aveva fatto alla città il 13 febbraio 1768, fu inizialmente ospitata nel Palazzo della Ragione per poi essere trasferita, nel 1928 nel Palazzo Nuovo, dove attualmente si trova.
Si tratta di una istituzione di conservazione storica tra le più importanti d'Italia, ricca di 677.145 volumi, 2.280 incunaboli e 16.830 manoscritti.